# Tumblin' dice
《tumblin' dice》為日本女歌手華原朋美的第11張單曲。

## 說明
- 移籍華納音樂的首張單曲。當時據傳簽約金達30億。
- 初登場名次為第2名，中斷了自〈save your dream〉以來的單曲連續冠軍紀錄。
- 標題「tumblin' dice」（轉動骰子）有「賭賭看勝負吧」的意思。

## 收錄歌曲
全碟作詞・作曲・編曲：小室哲哉
1. tumblin' dice [Original TK Mix]
2. tumblin' dice [TK up date remix]
3. tumblin' dice [Instrumental]